# Miguel Ángel Araújo Iglesias

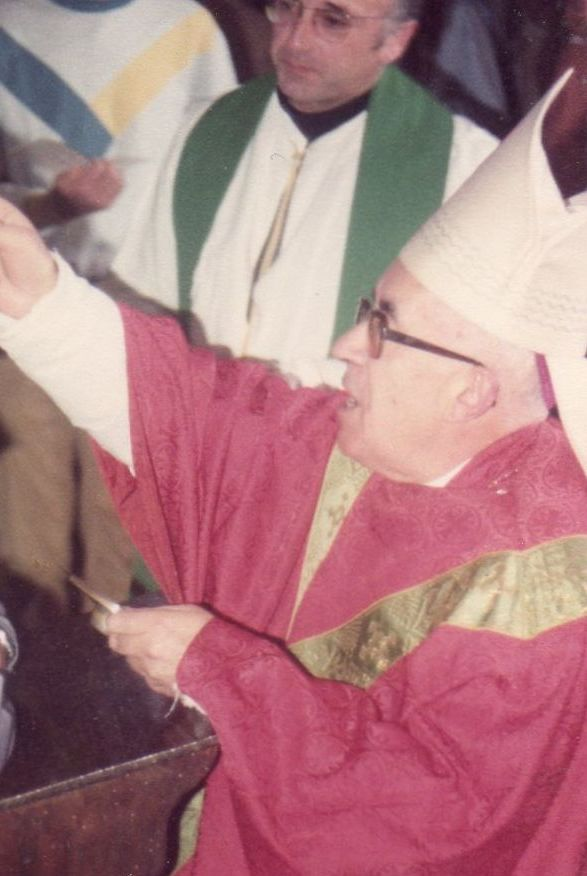
Miguel Ángel Araújo Iglesias.

Miguel Ángel Araújo Iglesias (* 10. Januar 1920 in Pereiro de Aguiar, Spanien; † 22. Juli 2007 in Ourense) war ein spanischer Geistlicher und Bischof von Mondoñedo-Ferrol.

## Leben
Miguel Ángel Araújo Iglesias empfing am 25. Juli 1945 die Priesterweihe. 1970 ernannte ihn Paul VI. zum Bischof von Mondoñedo-Ferrol. 1985 wurde seinem Rücktrittsgesuch durch Johannes Paul II. stattgegeben.